# Mud (película)
Mud (conocida como El niño y el fugitivo en Hispanoamérica) es una película estadounidense de 2012 dirigida por Jeff Nichols. Narra el encuentro de dos aventureros adolescentes con un fugitivo en una isla del río Misisipi. 
Mud compitió por la Palma de Oro en el Festival de Cine de Cannes de 2012 y también se mostró en el Festival de Cine de Sundance en enero de 2013. Se inauguró el 26 de abril de 2013 con un estreno limitado en cines selectos, antes de tener un lanzamiento amplio el 10 de mayo. Mud tuvo un buen desempeño en taquilla, recaudó 32,6 millones de dólares con un presupuesto de 10 millones de dólares y recibió elogios de la crítica.

## Argumento
Ellis y Neckbone, dos adolescentes que viven en la zona de DeWitt, Arkansas, encuentran un bote atascado en una pequeña isla del río Misisipi. Conocen a su ocupante, un hombre llamado Mud, que dice haber crecido cerca de allí. Mud les dice a los chicos que necesita comida. Mud les promete que, a cambio de su ayuda, podrán quedarse con el barco cuando él se haya ido.
Al volver con comida, los chicos le preguntan a Mud por qué se esconde. Mud está esperando a su novia Juniper, a la que describe como hermosa y con tatuajes de ruiseñor en las manos. Más tarde ven a Juniper en la ciudad. Ellis se enamora de una chica mayor llamada May Pearl.
Ellis se entera de que sus padres se divorcian. Esto amenaza su antigua casa flotante en el río: si el propietario ya no la usa como residencia, la Autoridad del Río la retirará. Más tarde, en un control de carretera, Ellis descubre que Mud es un fugitivo, pero niega haberlo visto.
Ellis y Neckbone confrontan a Mud por el descubrimiento. Mud explica que mató a un hombre que había dejado embarazada a Juniper y la empujó por un tramo de escaleras, lo que provocó que perdiera al niño. Los chicos deciden ayudar a Mud a cambio de su pistola.
Mud envía a Ellis a Tom Blankenship (una figura paterna mayor de su infancia) en busca de ayuda. Tom accede a venir a hablar con Mud; sin embargo, al enterarse de que Mud está nuevamente en problemas por Juniper, se niega a ayudar. Mud les da a los chicos una nota para Juniper. Encuentran su habitación de motel donde Carver, el hermano del hombre que Mud mató, abusa de ella. Ellis carga contra el hombre, pero es dominado rápidamente. Neckbone y Ellis le cuentan a Mud sobre el hombre. Mud se da cuenta de que la familia del hombre que mató está aquí para vengarse.
Carver, su padre King y un puñado de cazarrecompensas vigilan el motel de Juniper. Han sobornado a oficiales de la policía local y estatal.
Robando piezas de máquinas y un motor fuera de borda de los depósitos de chatarra, los chicos ayudan a Mud a reparar el bote. Planean reunir a Juniper con Mud. Le transmiten el plan a Juniper, quien está de acuerdo. Sin embargo, en cambio, se dirige a un bar y coquetea con otros hombres. Ellis y Neckbone le cuentan a Mud.
Ellis le lleva una nota de Mud a Juniper, diciéndole que se acabó entre ellos. Juniper le dice a Ellis que ama a Mud, pero él es un mentiroso nato y no puede pasar el resto de su vida corriendo con él. Ellis está abatido, no solo porque pensó que estaba ayudando a una pareja enamorada, sino también por el consejo de su padre de que no se puede confiar en las mujeres, así como porque May Pearl no le devuelve las llamadas y lo rechaza frente a sus amigos.
Ellis se enfrenta a Mud y lo llama mentiroso y cobarde, y que los convirtió en ladrones. Huyendo, Ellis cae en un pozo que contiene bocas de algodón y es mordido. Mud salta y rescata a Ellis. Mud corre para llevar a Ellis inconsciente a una clínica en el continente. Al reconocer a Mud, uno de los empleados del hospital llama a la policía, que avisa a Carver.
Evadiendo a sus perseguidores, Mud regresa a la isla donde él y Neckbone llevan el bote reparado al agua. Como acordaron antes, Mud le da a Neckbone una pistola pero sin municiones. Mud quiere despedirse de Ellis, por lo que Neckbone lo lleva a la casa flotante donde se está recuperando. Mud se cuela en la habitación de Ellis y Ellis le dice a Mud que lamenta las cosas que dijo. Mud responde que la mayor parte de lo que dijo sobre él estaba en lo cierto y que no es un buen hombre. Ellis luego comparte el consejo de su padre sobre las mujeres. Mud responde que no es cierto, que Ellis es un buen hombre y que si encuentra a una chica la mitad de buena que él, estará bien.
Mientras Mud está en la habitación de Ellis, Carver y su pandilla llegan y comienzan a disparar. Tom dispara desde su bote con su viejo rifle de francotirador y mata a varios atacantes del otro lado del río. Mud salva a Ellis e intenta escapar, pero recibe un disparo cuando se sumerge en el río. La policía llega y encuentra a todos los miembros de la pandilla muertos. Un soldado llama a King para decirle que su otro hijo ya está muerto. Los buzos de la policía buscan el cuerpo de Mud toda la noche. La mañana después del tiroteo, Tom desaparece.
Los padres de Ellis se separan. Él y su madre se mudan a un departamento en la ciudad y el padre de Ellis consigue un nuevo trabajo lejos. Ellis y Neckbone observan la demolición de la casa flotante mientras Ellis comparte que no está seguro del destino de Mud, pero aún cree que estaba protegiendo a Juniper. Cuando el padre de Ellis se va, le dice a Ellis que cuide de su madre porque este cambio también es duro para ella, mostrando una actitud más madura y diferente hacia su situación. Le asegura a Ellis que lo volverá a ver en una semana y le dice a Ellis: "Te amo", a lo que Ellis responde: "Yo también te amo". Ellis ve algunas atractivas adolescentes mayores en su nuevo vecindario y sonríe.
Han pasado muchos días y se revela que Mud está vivo y recuperándose en el bote reparado conducido por Tom. La película termina con ellos mirando hacia la desembocadura del río Misisipi, y al sur de este, el Golfo de México.

## Reparto
- Matthew McConaughey como Mud
- Reese Witherspoon como Juniper
- Tye Sheridan como Ellis
- Jacob Lofland como Neckbone
- Sam Shepard como Tom Blankenship
- Ray McKinnon como Senior
- Sarah Paulson como Mary Lee
- Michael Shannon como Galen
- Joe Don Baker como King
- Paul Sparks como Carver

## Premios
- 2012: Festival de Cannes: Sección oficial de largometrajes
- 2013: National Board of Review (NBR): Top 10 películas independientes
- 2013: Independent Spirit Awards: Mejor reparto. Nominada a Mejor director